# Rodrigo Paganino
Rodrigo Paganino (Lisboa, 1835 — Carnide, 1863) va ser un narrador i periodista portuguès. Va escriure Contos do tio Joaquim (1861), una obra melancòlica amb una forta inspiració en el folklore local, que es va convertir en una de les obres més populars de la literatura portuguesa del segle xix. Va fundar el Arquivo Universal y o Jornal de Belas-Artes. Júlio Dinis el va descriure com un dels talents més prometedors de la novel·la popular.